# Atropelamento de Marina Harkot

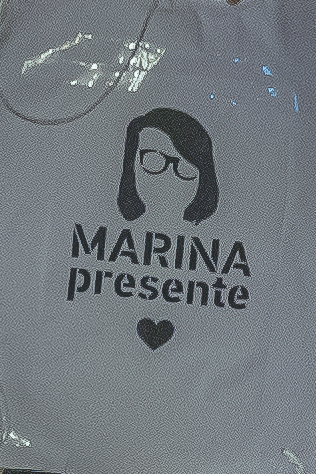
Marina Presente! Logo de manifestações em prol de mudanças no trânsito brasileiro.

O atropelamento de Marina Harkot (7 de novembro de 2020, em São Paulo) foi um evento que causou comoção nacional e trouxe à tona as questões de mobilidade urbana de grandes cidades. A socióloga e doutoranda da USP de 28 anos voltava para casa de bicicleta quando foi atingida por José Maria da Costa Junior, que dirigia uma Hyundai Tucson a 93 km/h em uma via pública. Ele e as duas pessoas que o acompanhavam no carro não pararam para prestar socorro.
Em janeiro de 2025, José Maria foi condenado a 13 anos de prisão em regime fechado pelo crime de homicídio doloso qualificado por dolo eventual, embriaguez ao volante e omissão de socorro. Os jurados consideraram que o motorista assumiu o risco de matar ao dirigir em alta velocidade enquanto bêbado.

## Vida pessoal e profissional
Marina Kohler Harkot nasceu em 22 de abril de 1992, na cidade de São Paulo, filha do oceanógrafo Paulo Garreta Harkot e da bióloga Maria Claudia Kohler. Ela era esposa do jornalista Felipe Burato, com quem passara a morar havia pouco tempo. Ela adorava gatos, era fluente em cinco idiomas e havia morado na Alemanha por algum tempo. Na adolescência, fora escoteira. Momento em que também se aproximara da bicicleta quando morou no litoral.
Ela era formada em Sociologia pela Faculdade de Filosofia, Letras e Ciências Humanas da Universidade de São Paulo (FFLCH-USP), e recebeu o título de mestre em 2018 pela Faculdade de Arquitetura e Urbanismo também da USP (FAU-USP) pela dissertação intitulada “A bicicleta e as mulheres: mobilidade ativa, gênero e desigualdades socioterritoriais em São Paulo”. Fazia Doutorado na FAU-USP, sendo pesquisadora do Laboratório Espaço Público e Direito à Cidade (LabCidade), onde pesquisava planejamento urbano e regional, com ênfase em mobilidade urbana, buscando maneiras de tornar o trânsito mais seguro e menos violento para aqueles que se deslocam por bicicleta. Com sua orientadora, Paula Santoro, Marina criou uma disciplina específica de graduação sobre "Cidade, Gênero e Interseccionalidade", e tinham planos de criar uma outra disciplina sobre "Territórios negros, de prostituição e da população LGBT".
Marina também havia elaborado planos diretores municipais, políticas inclusivas para mulheres e projetos pelo Banco Mundial, em trabalhos que realizou como consultora em planejamento urbano. E participava ativamente de instituições civis e públicas relacionadas com as questões de mobilidade por bicicleta, como o Conselho Municipal de Transporte e Trânsito da cidade de São Paulo e a Associação de Ciclistas Urbanos de São Paulo (Ciclocidade). Além disso, foi estagiária na Rede de Ação Política pela Sustentabilidade (RAPS), e participou do Observatório do Clima pelo grupo de trabalho "Gênero e Clima".

## O atropelamento
| “                     | Depois de quase um ano isolada pela pandemia, [no dia 7 de novembro de 2020, Marina] resolveu encontrar algumas pessoas. Foi correr com uma amiga de infância pela manhã, almoçou com o marido e à noite foi encontrar outras duas amigas. À noite falou com a mãe por telefone, o que era sempre frequente. Disse que ligaria mais tarde, pois estava na casa de uma amiga. Já era quase meia noite quando Marina se despediu. [...] pegou sua bicicleta e foi embora [...]. | ” |
| — Redação Costa Norte | |   |

 Na madrugada de 7 para 8 de novembro de 2020, por volta das 23h50, Marina Kohler Harkot voltava sozinha para casa de bicicleta, pedalando pela Avenida Paulo VI, no Bairro de Pinheiros, Zona Oeste da cidade de São Paulo. Já José Maria da Costa Junior dirigia uma Hyundai Tucson prata com a placa da cidade de Inconfidentes (MG) e levava consigo um casal de amigos. Ele atingiu Marina pelas costas e fugiu da cena do crime sem prestar socorro à vítima. Ela estava sem capacete de proteção e morreu no local, aos 28 anos de idade.
Somente dois dias depois, em 10 de novembro de 2020, José Maria da Costa Junior se apresentou à polícia, mas ficou calado quando indagado sobre o ocorrido. Em entrevista na grande mídia, José Maria disse não ter visto Marina e não ter prestado socorro porque achou que era um assalto. As duas pessoas que estavam no carro com José Maria também alegam não terem visto o atropelamento, muito embora o para-brisas do carro tenha ficado trincado. Testemunhas do crime e vídeos de sistemas de segurança mostraram que José Maria da Costa Junior havia ingerido bebidas alcoólicas naquela noite e dirigia em alta velocidade.
A bicicleta de Marina, parcialmente destruída pela Hyundai de José Maria da Costa Junior, foi guardada numa garagem pelo viúvo de Marina, Felipe Burato. Ele acredita que Marina gostaria que ele arrumasse a bicicleta e voltasse a circular com ela.

## Processos e o julgamento
Isabela Serafim e Guilherme Dias da Mota estavam com José Maria da Costa Junior no carro no momento do acidente. Por decisão da justiça, ambos respondem em liberdade aos crimes de omissão de socorro em um processo distinto e serão julgado pela Vara do Juizado Especial Criminal. Se condenados, a pena será de no máximo dois anos de prisão, possivelmente convertidos em prestação de serviços comunitários.
Já José Maria da Costa Junior, que dirigia o Hyundai Tucson que atingiu Marina, é acusado de homicídio por dolo eventual, quando o acusado realiza suas ações sabendo que corre o risco de matar alguém. Além disso, pesam sobre o caso dirigir sob efeito de álcool e fugir da cena do crime sem socorrer a vítima. Ele responde em liberdade.
Nos documentos de acusação, o promotor Fernando Cesar Bolque, do Ministério Público (MP), alegou que José Maria da Costa Junior havia ingerido bebidas alcoólicas antes de dirigir e que trafegava em alta velocidade quando atingiu Marina Kohler Harkot em sua bicicleta. Já José Miguel da Silva Júnior, advogado do réu, alegou não haver provas materiais de que o seu cliente havia ingerido bebidas alcoólicas no dia do crime e tentou a reclassificação do caso para homicídio culposo, quando não há a intenção de matar.
Também faz parte do processo a advogada Priscila Pamela Santos, defendendo os interesses da família de Marina Kohler Harkot. Sobre a audiência, ela afirmou que "Ela se mostra essencial como resposta da sociedade que não aceita mais a utilização de veículos como armas e o privilégio dos carros em detrimento de vidas".

## Provas contra o réu
Apesar das alegações do advogado de defesa, a promotoria conseguiu várias provas contra o réu:
- Vídeo de câmera em frente ao bar em que José Maria da Costa Junior estava: as imagens mostram que ele estava bebendo,
- Comanda de José Maria da Costa Junior junto ao estabelecimento: nela consta que ele bebeu uísque,
- Vídeo de câmera de trânsito da via em que aconteceu o crime: as imagens mostram que o carro trafegava a 93 km/h após atingir a vítima, onde a velocidade máxima é de 50 km/h,
- Vídeo de câmera do estacionamento utilizado por José Maria da Costa Junior: as imagens mostram o réu estacionando com o vidro do pára-brisas trincado e tentando limpar o veículo para apagar as marcas do atropelamento,
- Vídeo de câmera do elevador do prédio do réu: logo após o atropelamento, ele sobe para seu apartamento na companhia de uma mulher e falando ao celular. Ele sorri.

## Sequência dos fatos
- 08-11-2020 - Marina Kohler Harkot é atropelada na Avenida Paulo VI. O motorista foge sem prestar socorro.[3]
- 08-11-2020 - O caso entra em investigação pelo 14º Distrito Policial (Pinheiros).[19]
- 08-11-2020 - Acontece o funeral de Marina.[7]
- 09-11-2020 - A polícia encontra uma Hyundai Tucson com as características do veículo do crime em um estacionamento à Rua Cesário Mota Júnior. O veículo tem o vidro dianteiro trincado do lado direito.[15] O carro é apreendido e levado ao 14º Distrito Policial.[20]
- 09-11-2020 - O proprietário do estacionamento passa os dados do proprietário do veículo. Os policiais vão até o endereço indicado e o porteiro autoriza sua entrada. Ao chegarem ao apartamento do suspeito, encontram a porta entreaberta, o apartamento bagunçado e maconha sobre a mesa de centro.[15]
- 10-11-2020 - José Maria da Costa Junior, dono do veículo encontrado pela polícia, comparece à delegacia com seus advogados e se resguarda o direito de permanecer em silêncio durante as 3 horas em que fica na delegacia.[15] Ele é indiciado por homicídio culposo com fuga do local do crime sem prestar socorro à vítima.[6][21] Ele não é preso porque é época de eleições e, segundo a Justiça Eleitoral, as prisões nesse período só podem ser realizadas em flagrante. Ele só poderia ter sido preso se tivesse comparecido à delegacia no dia do ocorrido.[21][22][18]
- 10-11-2020 - Isabela Serafim e Guilherme Dias da Mota, co-ocupantes do veículo, são indiciados por omissão de socorro.[21]
- 18-11-2020 - Isabela Serafim presta depoimento.[21]
- 25-11-2020 - A Justiça de São Paulo reclassifica o inquérito de José Maria da Costa Junior como homicídio doloso por dolo eventual e o processo é enviado para a vara especializada do Tribunal do Júri.[21]
- ??? - José Maria da Costa Junior tem a Carteira Nacional de Habilitação (CNH) suspensa e está impedido de frequentar estabelecimentos que vendam bebida alcóolica.[6]
- 24-11-2021 - Primeira audiência do caso no Fórum Criminal da Barra Funda, com audição de 10 testemunhas e do réu, José Maria da Costa Junior,[6][23] é suspensa por conta da ausência de 4 testemunhas, duas delas consideradas indispensáveis para o caso, tanto pela defesa quanto pela acusação.[24]
- 29-04-2022 - A Justiça decide que José Maria da Costa Junior irá a júri popular por homicídio.[3][25]
- 14-12-2022 - Tribunal de Justiça de São Paulo (TJSP) nega por unanimidade recurso da defesa de José Maria da Costa Junior para reclassificar o crime como homicídio culposo (sem intenção de matar).[22]
- 14-12-2022 - Cabe à juíza Jéssica de Paula Costa Marcelino marcar a data do julgamento de José Maria da Costa Junior.[22]
- (Audiência ainda sem data definida) - José Maria da Costa Junior será julgado por júri popular composto por sete jurados. Se condenado, sua pena pode ser de até 30 anos de prisão.[6]

## Repercussão e homenagens
Como apontaram os familiares de Marina Kohler Harkot, a punição dos crimes individuais cometidos diariamente no Brasil não é suficiente. É preciso que o Brasil construa e institua políticas públicas de mobilidade urbana em que as vias sejam mais inclusivas para outras formas de deslocamento que não os carros, e que as pessoas que trafegam nesses meios ditos alternativos possam fazê-lo com segurança. Um exemplo importante de política é a que estipula o limite de velocidade nas vias urbanas. Quanto mais velozes, mais perigosos os carros se tornam para as pessoas que trafegam de bicicleta e mesmo de motocicleta.
A morte de Marina teve grande repercussão nas redes sociais com a hashtag #NaoFoiAcidente e também na mídia nacional. Diversas instituições e pessoas se manifestaram com notas de pesar e comentaram sobre a violência no trânsito, dentre eles o Greenpeace Brasil, o Conselho de Arquitetura e Urbanismo (CAU) e a deputada federal Sâmia Bomfim (PSOL).
Muitos ciclistas se mobilizaram em protestos nas ruas de várias cidades para exigir melhorias das condições de circulação urbana. O primeiro deles aconteceu no mesmo dia de sua morte, quando movimentos cicloativistas organizaram um ato, na Praça do Ciclista, em sua homenagem e para pedir mais segurança no trânsito. Já o movimento "Pedale como Marina" realizou bicicletadas em homenagem a ela e em protesto pela demora do processo contra seu assassino nos dias 06 de novembro de 2021 e 06 de novembro de 2022. Além disso, nas duas ocasiões foram realizados debates na USP sobre as questões de mobilidade urbana.
No dia 5 de novembro de 2021, a FFLCH-USP inaugurou uma sala interdisciplinar com o nome Marina Kohler Harkot como forma de homenageá-la.
No dia 9 de Novembro de 2021, ocorreu um ato em sua homenagem perto da Orla Moacyr Scliar, em Porto Alegre, com participação de mulheres do grupo “Pedal das Gurias” e outros ativistas.
No dia 13 de novembro de 2021, aconteceu um ato manifesto por ela em Belo Horizonte, saindo da Praça da Estação e percorrendo as ruas até o Bairro Savassi.
No dia da primeira audiência do caso, 24 de novembro de 2021, amigos, ex-professores como Nabil Bonduki, familiares e apoiadores fizeram uma manifestação em frente ao Fórum Criminal da Barra Funda, onde acontecia a audiência.
No dia 6 de novembro de 2022, a família de Marina anunciou a criação do Observatório da Impunidade do Trânsito no Brasil (OITB), em parceria com o Instituto de Pesquisa Multiplicidade Mobilidade Urbana (IPMMU) e outros. Dentre os objetivos do Observatório está reunir e atuar em processos jurídicos não-concluídos ou parados que envolvam sinistros de trânsito, e traçar propostas jurídicas de readequação de velocidades de tráfego de veículos para as grandes cidades brasileiras.